# 1091 Spiraea
Spiraea (asteroide 1091) é um asteroide da cintura principal com um diâmetro de 31,98 quilómetros, a 3,2143217 UA. Possui uma excentricidade de 0,0598827 e um período orbital de 2 309,17 dias (6,33 anos).
Spiraea tem uma velocidade orbital média de 16,10790648 km/s e uma inclinação de 1,15624º.
Este asteroide foi descoberto em 26 de Fevereiro de 1928 por Karl Reinmuth.